# Schulek Mátyás

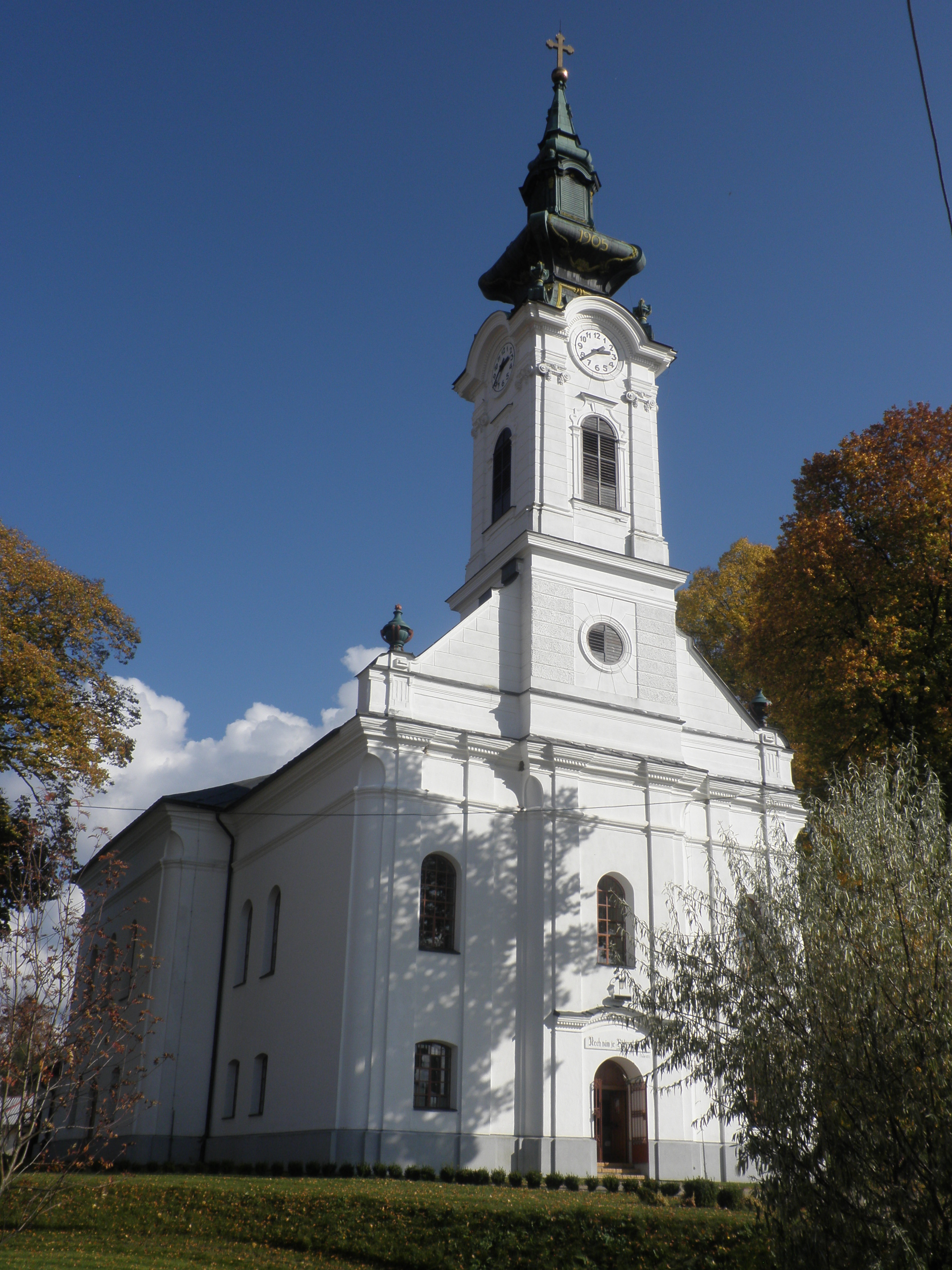
A Hibbei evangélikus templom. Itt szolgált mint evangélikus lelkész 1776-1778 között.

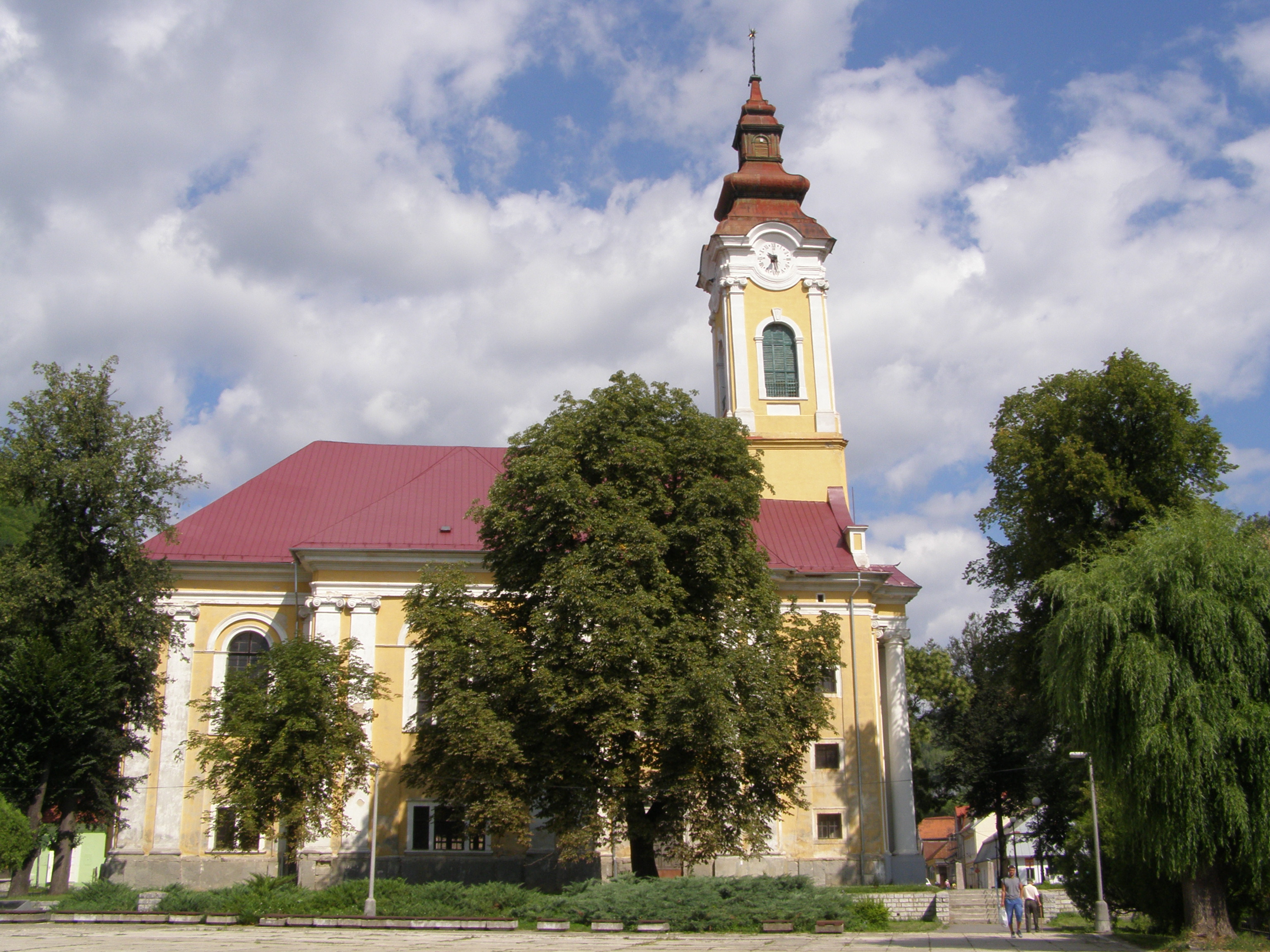
A Tiszolci evangélikus templom. Itt szolgált mint evangélikus lelkész 1791-1815 között.

 Schulek Mátyás  (Nagyfalu, 1748. július 28. – Tiszolc, 1815. június 27.) evangélikus lelkész.

## Életpályája
Schulek Mátyás szülei Schulek György II. (Nagyfalu, 1714. január 10. – Nagyfalu, 1784. január 8.) és Csernota Zsuzsanna (Nemesdedina, 1723. november 30. – Isztebne, 1793. április 14.), akik Lestinben házasodtak össze 1740. október 30-án. Mészáros, 1754-ben esküdt, 1766-1769 között bíró, jegyző Nagyfalun. Csernota Zsuzsanna szülei Csernota György és Dedinszky Zsuzsanna dedinai nemesek voltak. Schulek Mátyás 1776. február 29-én Lestinben nősült, felesége, Zmeskall Júlianna (Szrnyace, 1758. május 22. – Tiszolc, 1813. november 24.), deményfalvi, domanoveczi és lestinei nemes volt. Hat gyermekük született, négy érte meg a felnőttkort. Zmeskall Júlianna szülei Zmeskall Vince (1721–1773) és Stephadines N.
Schulek Mátyás Komlóson, (1772-1776) Hibben, (1776-1778) Nagypalugyaban (1778-1791) és végül 1791-től haláláig Tiszolcon volt lelkész.